# Castello di Turrivalignani
Il castello di Turri, poi castello di Turrivalignani, era un castello nel comune italiano di Turrivalignani, in provincia di Pescara.
Sorgeva nei pressi della chiesa madre di Santo Stefano, prima della demolizione, si conservava solamente una torre cilindrica tra le case mura

## Storia
Il castello risaleva al IX secolo, quando era noto come "Castello di Turri" in quanto il comune era ancora chiamato così (assumerà la denominazione Turrivalignani nel 1907); era parte, insieme al paese, della contea di Chieti, per poi passare prima all'abbazia di San Clemente a Casauria e poi alla contea di Manoppello. Nel XIII secolo la contea di Manoppello con il castello furono donati dalla regina Giovanna a Matteo Orsini; il 20 novembre 1405 il castello ritornò alla città di Chieti fino al 1407 quando la contea di Manoppello fu assegnata a Lodovico Meliorati, nipote di Papa Innocenzo VII; alla fine del XV secolo il feudo fu concesso da Federico I di Napoli alla famiglia Valignani alla quale appartenne fino all’abolizione della feudalità nel 1807. Il nome Turrivalignani compare per la prima volta nel registro demaniale di Napoli nel 1477 come attribuzione del castello ai Valignani. Resti di costruzioni romane, citati in un documento del 1308, fanno pensare che sul territorio sorgesse un antico castrum romanum. Degli scavi riportarono alla luce una costruzione circolare, varie sculture e alcuni busti imperiali. La torre fu colpita da un terremoto nei primi decenni del 1900 e demolita in quanto pericolante negli anni sessanta su ordinanza dell'Ufficio del Genio Civile.